# 壹家壹品
壹家壹品(香港)控股有限公司，簡稱壹家壹品（英語：EJE (Hong Kong) Holdings Limited，港交所除牌前：8101.HK），前稱家夢控股有限公司（JIA MENG HOLDINGS LIMITED），在2004年，由郭榮冠，在廣州（總部）成立「廣州家夢傢俬有限公司」（「廣東家夢健康寢具股份有限公司」前身）。

## 沿革
主席謝煥武，以及首席執行官陳永傑。
業務在中國內地經營生產及銷售「賽菲婭」和「卡森雷特」品牌床上用品。
該股份在2013年10月15日於港交所創業板上市，配售價為1.15港元，配售30,000,000股，集資額為3450萬港元。
2017年12月，股東舉行特別大會通過改名為「壹家壹品」。
2021年8月2日開始，壹家壹品已暫停買賣。根據《GEM規則》第9.14A條，若壹家壹品未能於2022年8月1日或之前復牌，聯交所可將其除牌。而壹家壹品未能在限期前履行聯交所訂下的復牌指引，故此創業版上市委員會於2022年8月26日根據《GEM規則》第9.14A條將公司除牌。
2022年9月6日，壹家壹品向上市覆核委員會申請覆核除牌決定，到12月8日，覆核委員會維持原判。最後聯交所於2022年12月21日上午9時起取消壹家壹品上市地位。

## 爭議
這公司曾被David Webb指為謎網五十其中一隻股票之一。

## 連結
- jmbedding.com